# 棒球卡

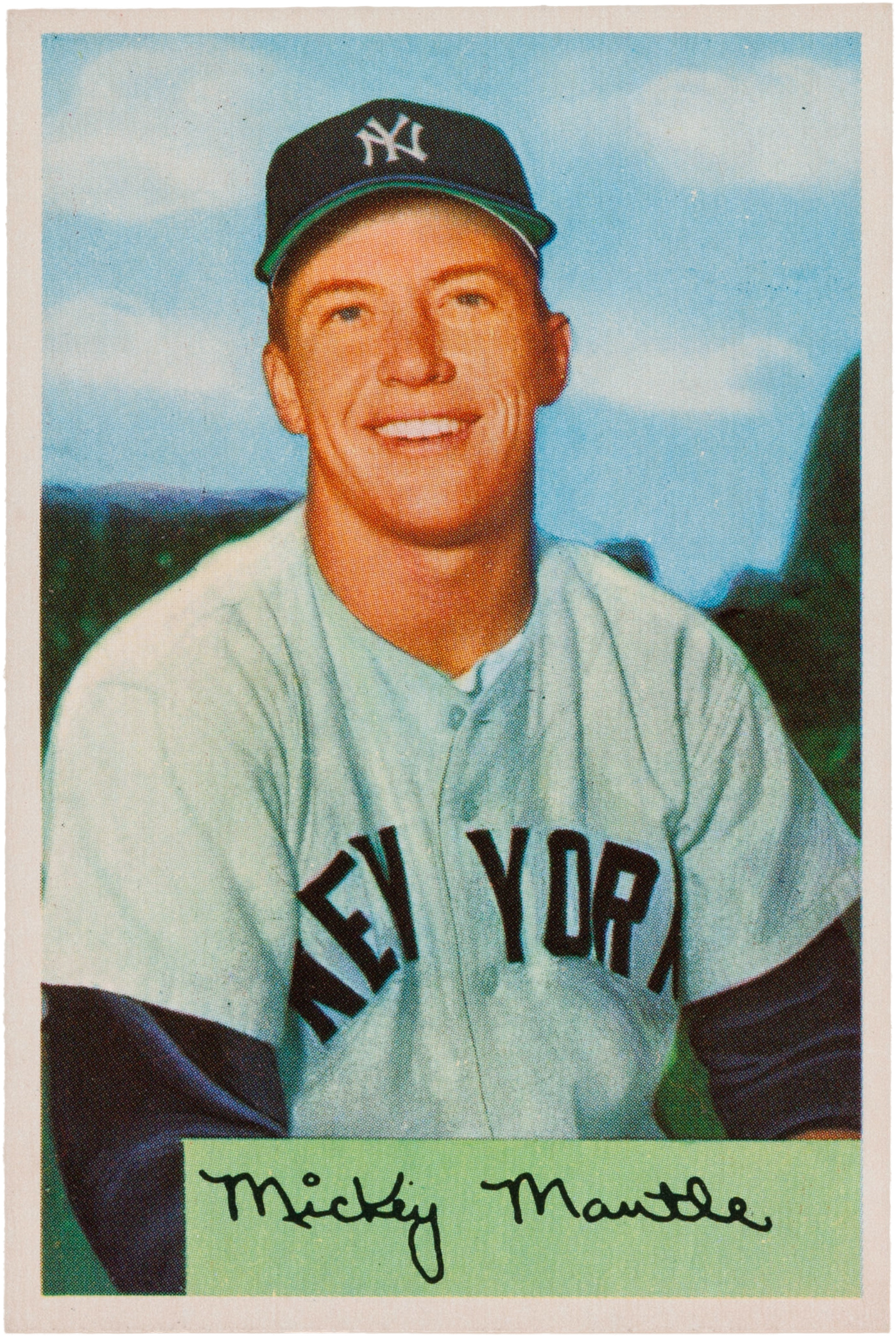
1954年的米奇·曼托棒球卡

棒球卡是一种与棒球有关的交換卡片，通常印在纸板或塑料卡片上。  有人會在棒球卡片印有一个或多个棒球运动员、球队、体育场或體育名人。棒球卡在美國本土比較流行，但在波多黎各或加拿大、古巴和日本等国家也能看到棒球卡，因為棒球在这些国家比較流行，這些國家還有不少棒球迷。